# Lac de Llangorse
Le lac de Llangorse (Llyn Syfaddon ou Llyn Syfaddan en gallois) est un lac situé dans le parc national de Brecon Beacons, dans les Galles du Sud.
Il abrite le seul crannog connu du pays de Galles. Selon la légende, un afanc (monstre lacustre) surnommé « Gorsey » y vit.